# Pont autoroutier de l'Interstate-35 Ouest du Mississippi
Cet article concerne le pont 9340, effondré en 2007. Pour le pont de remplacement, voir Saint Anthony Falls Bridge I-35W_Saint_Anthony_Falls_Bridge

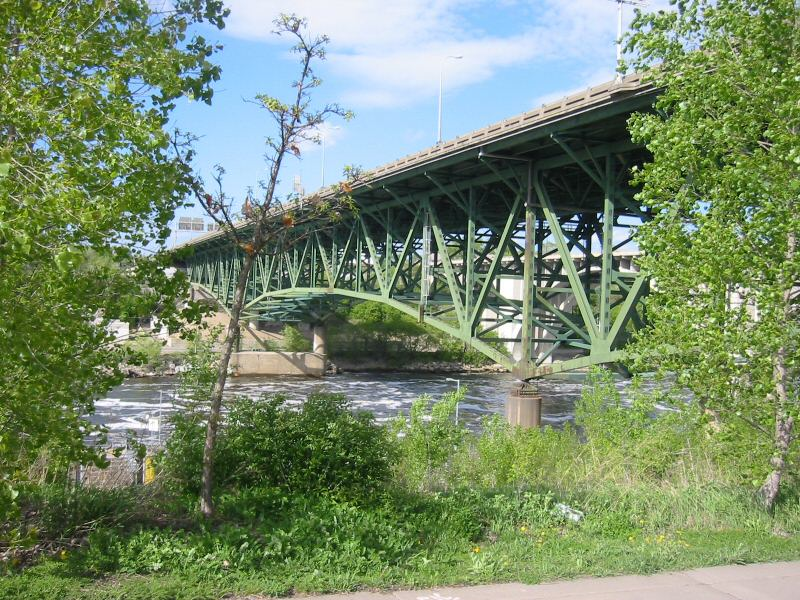
Le pont avant son effondrement.

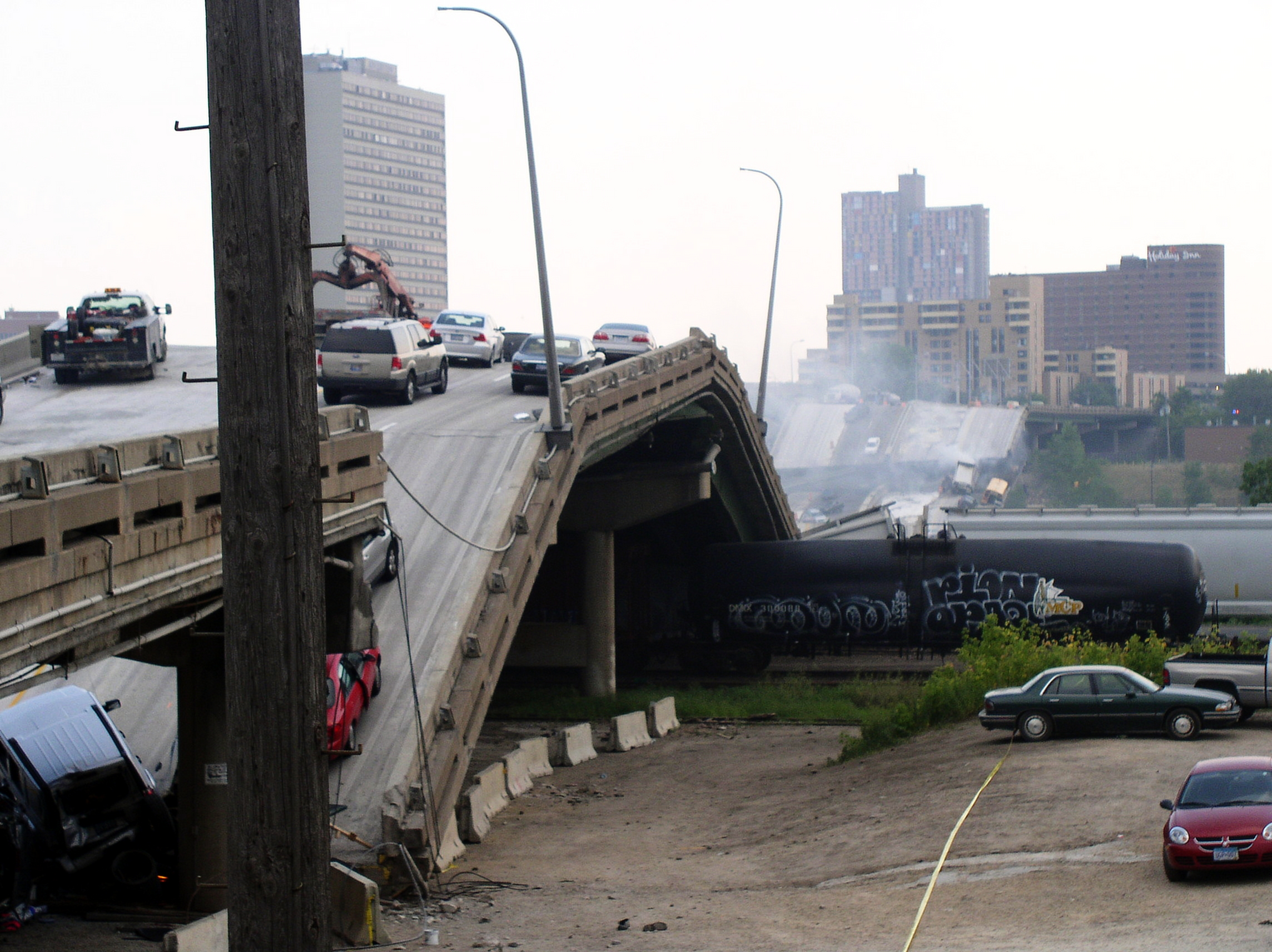
Le pont effondré.

Le pont autoroutier de l'Interstate-35 Ouest du Mississippi est un ancien pont américain en arc métallique à huit voies qui permettait à l'autoroute 35 Ouest de traverser les chutes Saint Anthony sur le fleuve Mississippi à Minneapolis. Ce pont, ouvert à la circulation en 1967 et entretenu par le Minnesota Department of Transportation, était le cinquième pont le plus utilisé du Minnesota, : il était utilisé par 141 000 véhicules en moyenne par jour. Il s'est effondré le 1er août 2007, à une heure de trafic dense, causant la mort de treize personnes ; une centaine de personnes furent blessées.
Le Conseil national de la sécurité des transports (National Transportation Safety Board – NTSB) considère qu'une erreur de conception est la cause probable de l'effondrement, notant qu'une lame de gousset trop mince s'est déchirée le long d'une ligne de rivets, une charge additionnelle sur le pont ayant déclenché l'effondrement catastrophique.
Le Minnesota Department of Transportation a rapidement prévu la construction d'un pont de remplacement, le St. Anthony Falls (35W) Bridge, ouvert en 2008.

## Localisation et histoire

L'emplacement du pont en rouge

Situé à Minneapolis, la plus grande ville du Minnesota, le pont connectait les faubourgs de Downtown East et de Marcy-Holmes. La culée sud était située au nord-est du Metrodome et la culée nord au nord-ouest de l'Université de la Rive Est du Minnesota. Le pont constituait la limite sud-est du "Mississipi Mile". En aval se trouve le 10th Avenue Bridge, connu autrefois comme le Cedar Avenue Bridge. Directement en amont se trouvent l'écluse et le barrage des chutes Saint Anthony, où commence Minneapolis.
La pile nord du pont se trouvait près d'une centrale hydroélectrique, rasée en 1988. La pile sud était localisée dans une zone polluée par une usine de gaz de houille et un entrepôt de stockage et de traitement de produits pétroliers. Cela avait conduit à la création d'une décharge toxique sous le pont, donnant lieu à des poursuites judiciaires et au décapage du sol contaminé. Aucun lien n'a été établi entre ces faits et l'effondrement du pont.